# Strieffler-Haus
Strieffler-Haus ist ein Museum in Landau in der Pfalz. Es steht unter Denkmalschutz.

## Lage
Das Bauwerk befindet sich in der Löhlstraße.

## Architektur
Beim Gebäude handelt es sich um ein zweieinhalbgeschossiges Wohnhaus mit expressionistischen Einflüssen.

## Geschichte
Das im Jugendstil gebaute Wohnhaus des bekannten pfälzischen Landschaftsmalers Heinrich Strieffler (1872–1949) wird seit 1990 als Museum und Galerie genutzt. Neben zahlreichen Arbeiten aus seinem Nachlass, werden auch Arbeiten seiner Tochter Marie Strieffler (1917–1987) gezeigt, die wie ihr Vater als Malerin und Grafikerin viele Landschaftsansichten aus der Pfalz in ihren Bildern festgehalten hat. Ergänzend finden ganzjährig wechselnde Ausstellungen statt, seit Jahresbeginn 2015 in der Regie des Vereins Strieffler Haus der Künste e. V. Jährlich werden von den Mitgliedern des Freundeskreises drei bis vier Ausstellungen durchgeführt, die thematisch an Tradition und Geschichte des Hauses anknüpfen. Ein wichtiges Anliegen ist es, dabei stets auch die Verbindungen zum zeitgenössischen Kunstgeschehen aufzuzeigen und zu verdeutlichen.